# Железнодорожная катастрофа в Гхотки (2005)
Железнодорожная катастрофа в Гхотки — железнодорожное происшествие, произошедшее 13 июля 2005 года недалеко от пакистанского города Гхотки в 600 км северо-восточнее Карачи. В результате столкновения трёх поездов погибли по меньшей мере 132 человека, несколько сотен получили ранения.

## Катастрофа
Направлявшийся из Лахора в Карачи поезд дальнего следования врезался в хвост состава, двигавшегося по маршруту Лахор — Кветта и остановившегося на станции «Сархад» для проведения ремонтных работ. От столкновения несколько вагонов были выброшены на соседний путь, где их протаранил пассажирский экспресс Карачи — Равалпинди.

## Причины
Железнодорожная катастрофа произошла из-за ошибки машиниста экспресса, направлявшегося в Карачи, который, увидев разрешающий сигнал семафора продолжал вести поезд, хотя «зелёный» горел для остановившегося пассажирского экспресса, направлявшегося в Кветту.